# 郎位十四
后髮座5，又名BD+21 2398，HD 106057、SAO 82182、HR 4643，是后髮座的一颗恒星，视星等为5.57，位于銀經247.11，銀緯78.87，其B1900.0坐标为赤經12h 7m 4.1s，赤緯+21° 78.87′ 56″。